# Boa Vista (Paraíba)
Boa Vista é um município brasileiro localizado no Sertão do Cariri Paraibano, e na Região Metropolitana de Campina Grande, estado da Paraíba. Sua população em 2019 foi estimada pelo IBGE (Instituto Brasileiro de Geografia e Estatística) em 7 522 habitantes, distribuídos em 476 km² de área.

## História
Foi fundada no fim do século XVII, quando Teodósio de Oliveira Lêdo habitara o sítio Santa Rosa, situado as margens do rio Santa Rosa, cerca de 50 quilômetros ao poente de Campina Grande e a 3 quilômetros ao norte da atual cidade de Boa Vista.
José Gomes Marinho, descendente de Teodósio de Oliveira Lêdo, foi o primeiro dono da “Casa Grande”, que é uma das primeiras construções da região. Um de seus filhos, Antônio Gomes de Marinho, foi o idealizador da construção de uma capela, para a qual doou um terreno na colina fronteiriça à Casa Grande, local geográfico elevado com visão panorâmica aos moradores de Casa Grande por isso foi denominado Boa Vista de Parnaíba. Assim, Antônio Gomes de Marinho se tornou o fundador de Boa Vista de Parnaíba. Os trabalhos de construção da capela do padroeiro Bom Jesus dos Martírios foi iniciado em 1819 e concluído em 1858.
José Gomes Marinho, juntamente com seus filhos, participou ativamente do movimento que resultou com a elevação da Vila Nova da Rainha à cidade de Campina Grande em 1826.
O processo de formação da vila de Boa Vista teve início com a construção de duas casas do lado esquerdo da igreja, sendo a primeira construída para manutenção da construção do templo, na qual residiam os pedreiros e na segunda moravam três irmãs.
Em novembro de 1877, foi elevada à condição de distrito de Campina Grande, época que várias ruas e praças receberam nomes de pessoas que marcaram a história de Boa Vista, dentre elas, Lindolfo Soares de Araújo, Severino Bezerra Cabral e Simão Pereira de Almeida.

## Geografia
Boa Vista está localizada na microrregião de Campina Grande, no Cariri paraibano, limitando-se ao Norte com os municípios de Soledade (28 km) e Pocinhos (32,5 km), ao Oeste com Gurjão (26 km) e São João do Cariri (32,5 km), ao Sul com Cabaceiras (22,5 km) e Boqueirão (26 km) e ao Leste, com o município de Campina Grande (42,5 km), fazendo parte da microrregião deste último, tendo uma população de, segundo dados do IBGE, 5.908 habitantes em 2009 (45,6% na zona urbana e 54,4% na zona rural, segundo o censo de 2000).
O município situa-se na unidade geoambiental do Planalto da Borborema. Boa Vista situa-se na região do Médio Paraíba, na bacia hidrográfica do rio Paraíba.  Os principais tributários são os rios Boa Vista e São Pedro e os riachos Riachão, Cachoeira dos Pombos, Lagoa Preta, da Farinha, dos Defuntos, da Macambira, Mandacaru, do Açude, do Tronco, do Pombo e Urubu. Alguns possuem regime perene, mas de baixa vazão.
| Dados climatológicos para Boa Vista   | Dados climatológicos para Boa Vista | Dados climatológicos para Boa Vista | Dados climatológicos para Boa Vista | Dados climatológicos para Boa Vista | Dados climatológicos para Boa Vista | Dados climatológicos para Boa Vista | Dados climatológicos para Boa Vista | Dados climatológicos para Boa Vista | Dados climatológicos para Boa Vista | Dados climatológicos para Boa Vista | Dados climatológicos para Boa Vista | Dados climatológicos para Boa Vista | Dados climatológicos para Boa Vista |
| Mês                                   | Jan                                 | Fev                                 | Mar                                 | Abr                                 | Mai                                 | Jun                                 | Jul                                 | Ago                                 | Set                                 | Out                                 | Nov                                 | Dez                                 | Ano                                 |
| ------------------------------------- | ----------------------------------- | ----------------------------------- | ----------------------------------- | ----------------------------------- | ----------------------------------- | ----------------------------------- | ----------------------------------- | ----------------------------------- | ----------------------------------- | ----------------------------------- | ----------------------------------- | ----------------------------------- | ----------------------------------- |
| Precipitação (mm)                     | 32,2                                | 38,9                                | 71,7                                | 58,5                                | 53,3                                | 51                                  | 43,5                                | 21,1                                | 7,5                                 | 5,1                                 | 4,4                                 | 9,3                                 | 396,6                               |
| Fonte: Atlas Pluviométrico da Paraíba |                                     |                                     |                                     |                                     |                                     |                                     |                                     |                                     |                                     |                                     |                                     |                                     |                                     |

### Crescimento populacional
| Fonte: IBGE |